# Discours d'Égletons
 (octobre 2024).
La mise en forme du texte ne suit pas les recommandations de Wikipédia : il faut le « wikifier ».
Les points d'amélioration suivants sont les cas les plus fréquents. Le détail des points à revoir est peut-être précisé sur la page de discussion.
- Les titres sont pré-formatés par le logiciel. Ils ne sont ni en capitales, ni en gras.
- Le texte ne doit pas être écrit en capitales (les noms de famille non plus), ni en gras, ni en italique, ni en « petit »…
- Le gras n'est utilisé que pour surligner le titre de l'article dans l'introduction, une seule fois.
- L'italique est rarement utilisé : mots en langue étrangère, titres d'œuvres, noms de bateaux, etc.
- Les citations ne sont pas en italique mais en corps de texte normal. Elles sont entourées par des guillemets français : « et ».
- Les listes à puces sont à éviter, des paragraphes rédigés étant largement préférés. Les tableaux sont à réserver à la présentation de données structurées (résultats, etc.).
- Les appels de note de bas de page (petits chiffres en exposant, introduits par l'outil «  Source ») sont à placer entre la fin de phrase et le point final[comme ça].
- Les liens internes (vers d'autres articles de Wikipédia) sont à choisir avec parcimonie. Créez des liens vers des articles approfondissant le sujet. Les termes génériques sans rapport avec le sujet sont à éviter, ainsi que les répétitions de liens vers un même terme.
- Les liens externes sont à placer uniquement dans une section « Liens externes », à la fin de l'article. Ces liens sont à choisir avec parcimonie suivant les règles définies. Si un lien sert de source à l'article, son insertion dans le texte est à faire par les notes de bas de page.
- La présentation des références doit suivre les conventions bibliographiques. Il est recommandé d'utiliser les modèles {{Ouvrage}}, {{Chapitre}}, {{Article}}, {{Lien web}} et/ou {{Bibliographie}}. Le mode d'édition visuel peut mettre en forme automatiquement les références.
- Insérer une infobox (cadre d'informations à droite) n'est pas obligatoire pour parachever la mise en page.

Pour une aide détaillée, merci de consulter Aide:Wikification.
Si vous pensez que ces points ont été résolus, vous pouvez retirer ce bandeau et améliorer la mise en forme d'un autre article.
Le discours d'Égletons, parfois appelé l'« appel d'Égletons », est un discours à fort contenu social prononcé le 3 octobre 1976 à Égletons, en Corrèze, dans le Limousin, par Jacques Chirac dans le contexte de la refondation du gaullisme en vue de la création deux mois plus tard d'un nouveau parti, le Rassemblement pour la République. Jacques Chirac reprend la plus grande partie de ce discours devant 500 journalistes à Paris en décembre 1976, en demandant une taxation du capital et des réformes sociales, dans une période où il est un opposant résolu au plan Barre présenté par Raymond Barre, son successeur à Matignon depuis août 1976.

## Histoire

### Jacques Chirac démissionne de son poste de Premier ministre
En juin 1976, Alain Juppé est appelé par Jérôme Monod, directeur de cabinet de Jacques Chirac, alors Premier ministre, pour devenir chargé de mission (rédaction des discours et études économiques). Puis  Jacques Chirac, démissionne de son poste de Premier ministre au mois d'août. Peu après, Alain Juppé est présent en particulier au moment du « discours d'Égletons » de Jacques Chirac le 3 octobre 1976 à Égletons, en Corrèze, "acte fondateur du RPR", dont il dira en le reprenant en partie 40 ans après qu'il « symbolise » toute son « histoire politique. » 

### Un appel à des réformes sociales
Au cours de cette intervention prononcée devant les assises départementales de l'UDR, dans son fief corrézien, Jacques Chirac lance un appel à une réforme fiscale. Il « théorise » surtout dans ce discours d'octobre 1976 une critique de gauche de la présidence Giscard,, au moment où son successeur Raymond Barre vient d'annoncer un sévère plan de rigueur. Il demande une Europe fédérale mais aussi sociale, sur une ligne de refus du libéralisme comme de la lutte des classes. 
Le discours constitue, selon le journaliste Guillaume Tabard, un « plaidoyer pour le progrès et pour les réformes pas vraiment de droite » et « réclame une refonte de la fiscalité pour taxer davantage le capital. » Il est chaleureusement applaudi par l'assistance, qui scande son nom.

### Un appel à un véritable «travaillisme à la française»
Le discours  préconise l'alliance des « valeurs essentielles du gaullisme » et d'un véritable « travaillisme à la française », formule qui surprendra ses amis, y compris Alain Juppé, utilisée « sur les conseils de son ami le maire socialiste de la ville qui fut ministre de Léon Blum, Charles Spinasse, », âgé alors de 83 ans et qui ne figurait pas dans le texte écrit et relu amené par Jacques Chirac,. Ce texte a été préparé, « pour la partie strictement politique », par Jérôme Monod, Jacques Friedman, Alain Juppé et Pierre Juillet, même son selon la biographe d'Alain Juppé, Jérôme Monod est alors « parti faire le tour du monde pour se changer les idées. » Selon la journaliste Élisabeth Lévy, « on a beaucoup moqué le discours d’Égletons » par la suite et tous les quatre estimeront plus tard que le « travaillisme » ressemble un peu trop à l'idée de « socialisme. » Selon le journaliste Pierre Péan, le choix de cette formule révèle le peu d'intérêt porté aux mots par Chirac pendant sa période de conquête de pouvoir mais l'ensemble des auteurs considèrent qu'il s'agit d'un "vrai discours social" et "réformiste", même si plusieurs soulignent que l'auteur a fait le grand écart en passant "à l'ultralibéralisme dix ans plus tard, à l'occasion de la première cohabitation",. Selon une thèse d'histoire défendue à la Sorbonne Université en 2020, conversion, aggiornamento et ralliement figurent parmi les définitions que les historiens peuvent  donner à cette démarche, sachant que Jacques Chirac "semble dès 1979 comprendre la nécessité de se rapprocher de la cause libérale" qui ne « sera à la mode » qu'au « début des années 1980 », avec 60 ouvrages « publiés sur ce sujet entre 1983 et 1986 », soutenus par les hebdomadaires Le Point, L’Express et Le Figaro magazine, ce qui l'amènera « décerner le 1er mars 1984 la médaille de la ville de Paris à Friedrich Hayek, le chef de file des penseurs libéraux. »

### Un propos réitéré deux mois après porte de Versailles
Annonciateur de la création du RPR, finalisée à Paris deux mois après, le discours prononcé à Égletons a jeté les bases du futur mouvement politique dont l'émergence devient un « événement », suivi par la presse anglaise, japonaise ou encore celle d les pays de l’Est et d'autres pays, la presse, la radio, la télévision ayant "autant fabriqué ce rassemblement que M. Chirac lui-même". Le discours d'Égletons « préfigure celui que je prononcerai deux mois plus tard à Paris, lors du meeting organisé porte de Versailles » en décembre 1097, a écrit dans ses mémoires Jacques Chirac, en précisant qu'il a parlé de travaillisme à la française pour illustrer son souci de concertation avec les syndicats, à un moment où ceux-ci annoncent de vigoureuses contestations du plan Barre, présenté une semaine avant à la presse. 
Fort de cette opération réussie, deux ans après, il a lancé le 6 décembre 1978 un « appel de Cochin », cette fois de son lit d'hôpital après avoir été victime, le 26 novembre, d'un grave accident de voiture sur une route verglacée de Corrèze, échappant de justesse à une paraplégie.

## Inspirations ultérieures
Le Discours d'Égletons A ultérieurement inspiré de nombreux leaders gaullistes qui y ont fait allusion, parfois en se rendant sur les lieux mêmes où il a été prononcé en 1976 par l’ex-chef de l’État Jacques Chirac, parfois à la date anniversaire.

### Années 1990

#### Présidentielle de 1995
La campagne pour l' l’élection présidentielle qui voit Jacques Chirac élu pour la première fois président de la République a « retrouvé les accents de son premier discours d'Egletons », celui où il préconisait l'alliance des « valeurs essentielles du gaullisme » et d'un véritable travaillisme à la française.

### Vingtième anniversaire en 1996
En décembre 1996, le président de l’Assemblée nationale Philippe Séguin a préféré aux cérémonies parisiennes pour fêter le 20e anniversaire du RPR, présidées par Alain Juppé, alors en chute libre dans les sondages et critiqué dans sa majorité, une réunion « décentralisée » à Egletons, afin de célébrer ce discours jugé très important et fondateur, dans l'idée d'en retrouver l'esprit afin de redonner vigueur à « la dimension sociale » et aux « racines populaires » qui caractérisaient l’action des premiers fidèles du général De Gaulle. Pour ce faire, il a truffé son intervention décembre 1996 d’extraits du discours de 1976.
Les parlementaires présents ont signé un parchemin reproduisant une des phrases de « l'appel d'Egletons » à un vaste mouvement populaire, et l'initiative de Seguin en présence de la veuve de Jacques Chirac est perçue comme "un pavé dans la mareé.

### Années 2010
Quarante ans après le discours d'Égletons, Alain Juppé est venu en Corrèze dans cette même ville tenir un meeting devant plusieurs centaines de personnes. « Le discours d'Égletons, ça symbolise toute mon histoire politique, le RPR, mais moi je ne vais pas fonder un autre parti ! », confie-t-il alors au Figaro.

### Années 2020
Le président (LR) de la région Hauts-de-France Xavier Bertrand a en août 2023 tenu une réunion publique juste à côté d’Égletons, sur les terres de Jacques Chirac, et présenté son rôle politique comme celui d'un « opposant d’intérêt général »